# SSH Proxy
 (mars 2020).
Si vous disposez d'ouvrages ou d'articles de référence ou si vous connaissez des sites web de qualité traitant du thème abordé ici, merci de compléter l'article en donnant les références utiles à sa vérifiabilité et en les liant à la section « Notes et références ».
Pour les articles homonymes, voir Proxy (homonyme).
SSH Proxy est un projet libre de serveur mandataire permettant de centraliser les connexions SSH et d'y appliquer des règles de contrôle d'accès (ACL).

## Description
Une fois installé sur un réseau, plus souvent en zone démilitarisée (DMZ), derrière le pare-feu, le SSH Proxy permet d'authentifier les utilisateurs qui accèdent au réseau en SSH, pour leur ouvrir l'accès aux équipements autorisés sans avoir à communiquer les mots de passe de ces équipements cibles.
Les utilisateurs n'ont plus qu'un seul mot de passe pour se connecter au SSH Proxy et accéder à leurs machines à distance. 
SSH Proxy est développé en langage Python et publié sous licence GPL-2.0.